# Trump Plaza Hotel and Casino
Trump Plaza Hotel and Casino era un hotel e un casinò situato sul lungomare di Atlantic City, nel New Jersey. Progettato dall'architetto Martin Stern Jr., aperto nel 1984 ed è stato uno dei due casinò di proprietà di Trump Entertainment Resorts. Il casinò ha ospitato WrestleMania IV e V nel 1988 e nel 1989, insieme all'adiacente Boardwalk Hall.

## Storia
La Trump Organization, una società di proprietà dello sviluppatore immobiliare Donald Trump, iniziò la costruzione del casinò nel giugno 1982. Harrah's, l'unità di gioco, si unì come partner un mese dopo. Trump avrebbe supervisionato la costruzione, mentre Harrah's avrebbe gestito la proprietà, denominata Harrah's Boardwalk, dopo l'apertura.
La proprietà fu aperta come Harrah's Trump Plaza il 14 maggio 1984, operando dal 15 maggio 1984 al 16 settembre 2014 data della sua chiusura.